# MacOS Catalina
MacOS Catalina (versie 10.15) is de zestiende editie van macOS, Apples client- en serverbesturingssysteem voor Macintosh-computers.
Catalina is de eerste versie van MacOSX die uitsluitend 64-bit applicaties ondersteunt.
MacOS Catalina is de opvolger van macOS Mojave en werd op 3 juni 2019 aangekondigd op de WWDC. MacOS Catalina kwam op 7 oktober 2019 beschikbaar als gratis download in de Mac App Store.
Versies van het besturingssysteem worden sinds OS X 10.9 vernoemd naar locaties in de Amerikaanse staat Californië. Catalina is vernoemd naar Santa Catalina Island.

## Nieuwe en aangepaste functies
MacOS Catalina bevat toevoegingen voor beveiliging, zoals een alleen-lezen volume voor het besturingssysteem, en wijzigingen aan software zoals exclusieve ondersteuning voor 64 bit-applicaties.
Zo is nu 'Z shell' (Zsh) de standaard shell, is het dashboard verwijderd, en is iTunes opgedeeld in aparte toepassingen voor muziek, podcasts en tv-apps. Het beheer van een iOS-apparaat is geïntegreerd in de Finder.
Verder kan een iPad worden gebruikt als extern beeldscherm met Sidecar, en kunnen ontwikkelaars met Catalyst Mac-apps maken op basis van bestaande iPad-apps.
Daarnaast kan er met Schermtijd worden bekeken hoeveel tijd er achter het scherm wordt besteed, en is het mogelijk om verschillende limieten te stellen aan het gebruik.

## Systeemvereisten
De volgende modellen zijn compatibel met macOS Catalina:
- iMac (eind 2012 of later)
- iMac Pro (alle modellen)
- MacBook (begin 2015 of later)
- MacBook Air (medio 2012 of later)
- MacBook Pro (medio 2012 of later)
- Mac mini (eind 2012 of later)
- Mac Pro (eind 2013 of later)

## Versiegeschiedenis
| Versie  | Build   | Datum             | Opmerkingen             |
| ------- | ------- | ----------------- | ----------------------- |
| 10.15   | 19A583  | 7 oktober 2019    | Eerste officiële versie |
| 10.15.1 | 19B88   | 29 oktober 2019   | Diverse verbeteringen.  |
| 10.15.2 | 19C57   | 10 december 2019  | Diverse verbeteringen.  |
| 10.15.3 | 19D76   | 28 januari 2020   | Diverse verbeteringen.  |
| 10.15.4 | 19E266  | 24 maart 2020     | Diverse verbeteringen.  |
| 10.15.5 | 19F96   | 26 mei 2020       | Diverse verbeteringen.  |
| 10.15.6 | 19G2021 | 12 augustus 2020  | Aanvullende update.     |
| 10.15.7 | 19H2    | 24 september 2020 | Diverse verbeteringen.  |
| 10.15.7 | 19H1323 | 21 juli 2021      | Beveiligingsupdates.    |
| 10.15.7 | 19H1824 | 14 maart 2022     | Beveiligingsupdates     |